# Rob Walker Racing Team
A Rob Walker Racing Team egy privát csapat volt a Formula–1-ben, az 1960-as években. Johnnie Walker leszármazottja, Rob Walker alapította 1953-ban az F1 legsikeresebb privát csapatát, amely összesen 9 világbajnoki futamgyőzelmet ünnepelhetett.

## A kezdetek

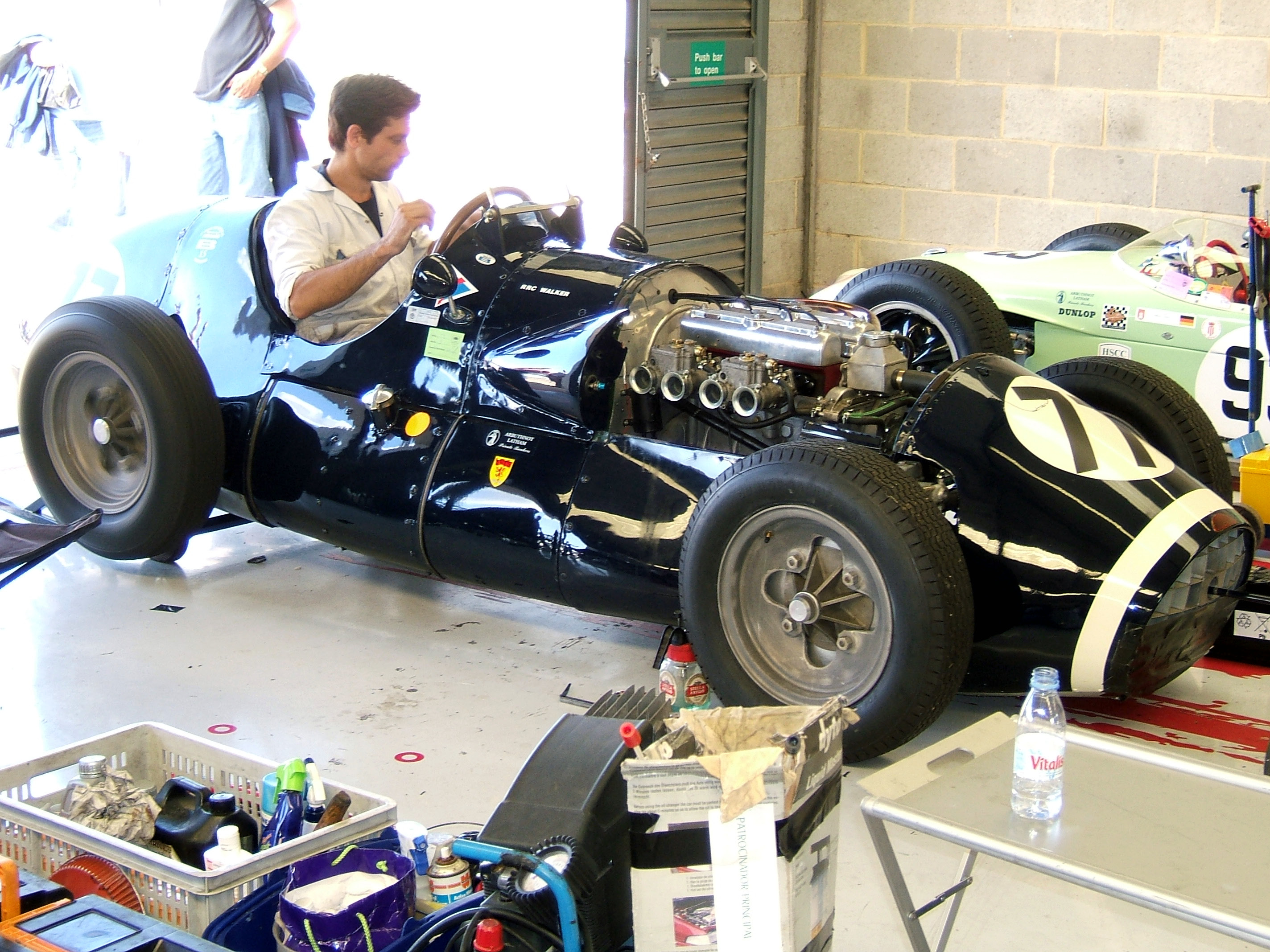
Connaught A Type, az első Rob Walker autó

Walker 1953-ban alapította meg csapatát. A csapat a Lavant Cup elnevezésű Formula–2-es versenyen debütált egy Connaught autóval, Tony Rolt versenyzővel, aki harmadik lett. A következő versenyen, Snettertonban Eric Thompson megszerezte a Rob Walker Racing első győzelmét. Az 1953-as Formula–1 brit nagydíjon indult a csapat először a világbajnokságban, ahol Rolt nem tudott célbaérni.
Walker az autóit a skót nemzeti színekre, (kékre, fehér csíkkal) festette az elterjedt brit nemzeti szín, a zöld helyett. A csapat az elkövetkező években helyi, brit versenyen vett részt.

## Belépés a Formula–1-be
1958-ban Rob Walker kilépett a klub versenyzésből és a nagy nemzetközi versenyekre összpontosított. A veterán Maurice Trintignant-t egész évre igazolta le, Stirling Moss és Tony Brooks csak néhány versenyen indult a csapattal. Az év jól kezdődött a csapatnak, mivel Moss és Trintignant győzött Argentínában és Monacóban, ezek voltak a Cooper autók első győzelmei. A csapat ezek mellett több nem világbajnoki futamon is győzött.
1959-re Moss és Trintignant maradt a csapat versenyzője. Moss a Francia és a brit nagydíjon msá csapattal indult, de visszatérése után győzött Portugáliában és Olaszországban. Trintignant legjobb ez évi eredményét elérve, Sebringben második lett.

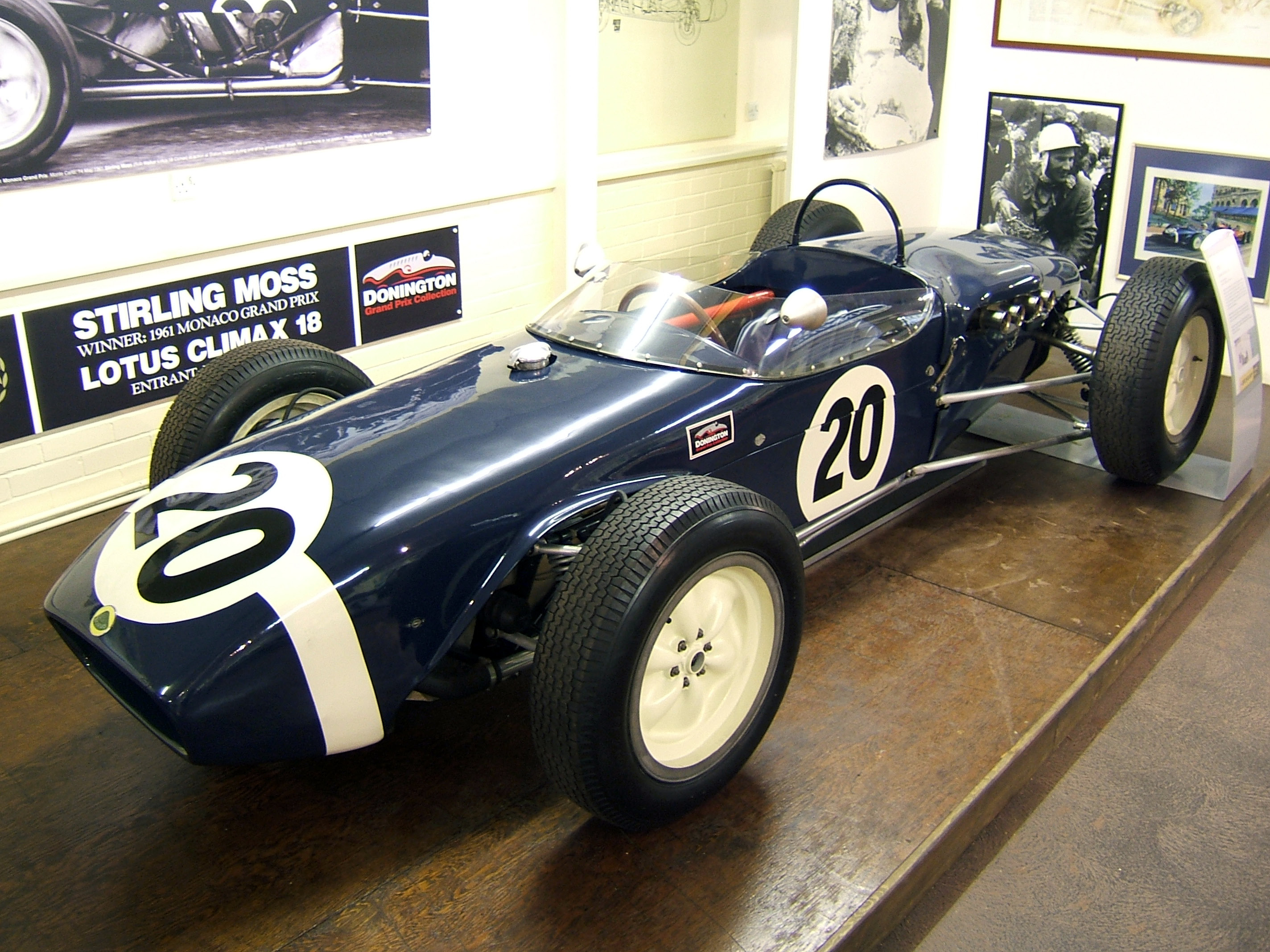
Stirling Moss Lotus 18-asa, amellyel győzött az 1961-es monacói nagydíjon

1960-ban Walker úgy döntött, csak Mossra koncentrál, és a Lotus autóira váltott.
Moss az évadnyitó monacói nagydíjon és az amerikai Riverside-ban szerzett győzelmet a csapatnak, a bajnokság harmadik helyén végzett, mint egy évvel ezelőtt.
1961-ben a motorok hengerűrtartalmát másfél literre korlátozták. Ekkor Walker egy saját autó építésén gondolkozott, de végül a Lotus 18-assal folytatta az évad során. Moss győzött Monacóban és a Nürburgringen. A brit nagydíjon a Rob Walker Racing elsőként indított négykerékhajtású autót, a Ferguson P99-est. Moss később egy nem világbajnoki versenyen (az Oulton Parkban) a négykerékhajtású autók egyetlen győzelmét szerezte a Formula–1-ben.

## A Moss-éra után

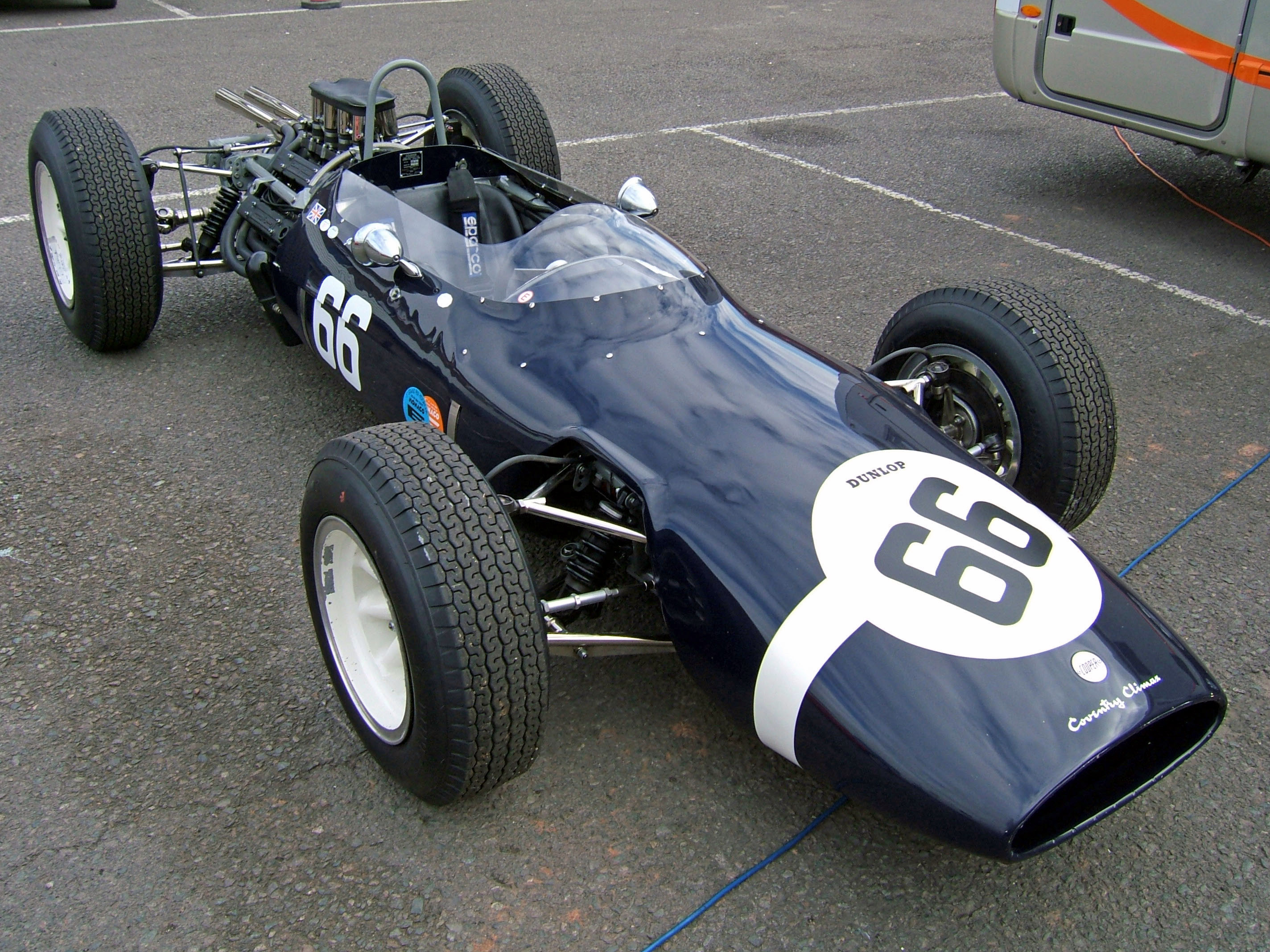
Cooper T66-os

Walker úgy tervezte, hogy egy Ferrarit bocsát a brit versenyző részére, de Moss az 1962-es év elején a Goodwoodban rendezett Glover Trophy-n súlyos balesetet szenvedett, ami pályafutásának végét jelentette. Walkerhez visszatért Trintignant, de az idős franciának nem sikerült pontot szereznie az évben. A balszerencse tovább folytatódott, amikor Ricardo Rodríguez (Mexikóban) és Gary Hocking (Dél-Afrikában) meghalt.
Rob Walker 1963-tól Jo Bonniert alkalmazta és visszatért a Cooper karosszériához. A sikerek továbbra is elmaradtak, 1965-ben Jo Siffert csatlakozott Bonnierhez. A tapasztalt svéd 5 pontot szerzett. 1966-ban 3 literesre nőttek a motorok, csak Siffert maradt a csapatnál, ahol a Maserati motoros Cooper T81-est vezette. Az autó nem volt versenyképes, 1967-ben, ezért 1968-ban Jack Durlachertől Cosworth motoros Lotus 49-est vásároltak. A svájci meglepetésre megnyerte a brit nagydíjat, egyben a csapat utolsó győzelmét szerezte. Siffert 1969 végén elhagyta Walker csapatát, amely 1970-ben futotta utolsó évét Graham Hill-lel. A brit már 40 éves volt, de nem akart visszavonulni előző évi balesete után sem. Legjobb helyezését megszerezve a spanyol nagydíjon negyedik lett, majd a következő évben a Brabhamhez igazolt.
A csapat folytatása helyet Rob Walker a Brooke Bond Oxo szponzorálásával a Surteeshez csatlakozott 1971-re és Mike Hailwood karrierjét menedzselte.
Rob Walker 1974-ig tevékenykedett a sportágban, ezután sportújságírással foglalkozott az 1990-es évekig. 2002-ben, 84 éves korában hunyt el az alapító tüdőgyulladásban.

## Formula–1-es eredménysorozata
(Táblázat értelmezése)

(Félkövér: pole-pozícióból indult; dőlt: leggyorsabb kört futott) 

| Év   | Modell                                                                 | Versenyzők            | 1     | 2   | 3   | 4   | 5   | 6   | 7   | 8   | 9   | 10  | 11  | 12  | 13  |
| ---- | ---------------------------------------------------------------------- | --------------------- | ----- | --- | --- | --- | --- | --- | --- | --- | --- | --- | --- | --- | --- |
| 1953 | Connaught A                                                            |                       | ARG   | 500 | NED | BEL | FRA | GBR | GER | SUI | ITA |     |     |     |     |
| 1953 | Connaught A                                                            | Tony Rolt             |       |     |     |     |     | Ki  |     |     |     |     |     |     |     |
| 1954 | Connaught A                                                            |                       | ARG   | 500 | BEL | FRA | GBR | GER | SUI | ITA | ESP |     |     |     |     |
| 1954 | Connaught A                                                            | John Riseley-Prichard |       |     |     |     | Ki  |     |     |     |     |     |     |     |     |
| 1955 | Connaught B                                                            |                       | ARG   | MON | 500 | BEL | NED | GBR | ITA |     |     |     |     |     |     |
| 1955 | Connaught B                                                            | Tony Rolt             |       |     |     |     |     | Ki* |     |     |     |     |     |     |     |
| 1955 | Connaught B                                                            | Peter Walker          |       |     |     |     |     | Ki* |     |     |     |     |     |     |     |
| 1957 | Cooper-Climax T43                                                      |                       | ARG   | MON | 500 | FRA | GBR | GER | PSC | ITA |     |     |     |     |     |
| 1957 | Cooper-Climax T43                                                      | Jack Brabham          |       |     |     |     | Ki  |     |     |     |     |     |     |     |     |
| 1958 | Cooper-Climax T43 Cooper-Climax T45                                    |                       | ARG   | MON | NED | 500 | BEL | FRA | GBR | GER | POR | ITA | MOR |     |     |
| 1958 | Cooper-Climax T43 Cooper-Climax T45                                    | Stirling Moss         | 1     |     |     |     |     |     |     |     |     |     |     |     |     |
| 1958 | Cooper-Climax T43 Cooper-Climax T45                                    | Maurice Trintignant   |       | 1   | 9   |     |     |     | 8   | 3   | 8   | Ki  | Ki  |     |     |
| 1958 | Cooper-Climax T43 Cooper-Climax T45                                    | Ron Flockhart         |       | NK  |     |     |     |     |     |     |     |     |     |     |     |
| 1959 | Cooper-Climax T51                                                      |                       | MON   | 500 | NED | FRA | GBR | GER | POR | ITA | USA |     |     |     |     |
| 1959 | Cooper-Climax T51                                                      | Stirling Moss         | Ki    |     | Ki  |     |     | Ki  | 1   | 1   | Ki  |     |     |     |     |
| 1959 | Cooper-Climax T51                                                      | Maurice Trintignant   | 8     |     | Ki  | 11  | 5   | 4   | 4   | 9   | 2   |     |     |     |     |
| 1960 | Cooper-Climax T51 Lotus-Climax 18                                      |                       | ARG   | MON | 500 | NED | BEL | FRA | GBR | POR | ITA | USA |     |     |     |
| 1960 | Cooper-Climax T51 Lotus-Climax 18                                      | Stirling Moss         | 3*/Ki | 1   |     | 4   | NI  |     |     | Kiz |     | 1   |     |     |     |
| 1960 | Cooper-Climax T51 Lotus-Climax 18                                      | Maurice Trintignant   | 3*    |     |     |     |     |     |     |     |     |     |     |     |     |
| 1961 | Lotus-Climax 18 Lotus-Climax 18/21 Ferguson-Climax P99 Lotus-Climax 21 |                       | MON   | NED | BEL | FRA | GBR | GER | ITA | USA |     |     |     |     |     |
| 1961 | Lotus-Climax 18 Lotus-Climax 18/21 Ferguson-Climax P99 Lotus-Climax 21 | Stirling Moss         | 1     | 4   | 8   | Ki  | Ki  | 1   | Ki  | Ki  |     |     |     |     |     |
| 1961 | Lotus-Climax 18 Lotus-Climax 18/21 Ferguson-Climax P99 Lotus-Climax 21 | Jack Fairman          |       |     |     |     | Kiz |     |     |     |     |     |     |     |     |
| 1962 | Lotus-Climax 24                                                        |                       | NED   | MON | BEL | FRA | GBR | GER | ITA | USA | RSA |     |     |     |     |
| 1962 | Lotus-Climax 24                                                        | Maurice Trintignant   |       | Ki  | 8   | 7   |     | Ki  | Ki  | Ki  |     |     |     |     |     |
| 1963 | Cooper-Climax T60 Cooper-Climax T66                                    |                       | MON   | BEL | NED | FRA | GBR | GER | ITA | USA | MEX | RSA |     |     |     |
| 1963 | Cooper-Climax T60 Cooper-Climax T66                                    | Joakim Bonnier        | 7     | 5   | 11  | HN  | Ki  | 6   | 7   | 8   | 5   | 6   |     |     |     |
| 1964 | Cooper-Climax T66 Brabham-BRM BT11 Brabham-BRM BT7                     |                       | MON   | NED | BEL | FRA | GBR | GER | AUT | ITA | USA | MEX |     |     |     |
| 1964 | Cooper-Climax T66 Brabham-BRM BT11 Brabham-BRM BT7                     | Joakim Bonnier        | 5     | 9   | Ki  |     | Ki  | Ki  | 6   | 12  | Ki  | Ki  |     |     |     |
| 1964 | Cooper-Climax T66 Brabham-BRM BT11 Brabham-BRM BT7                     | Edgar Barth           |       |     |     |     |     | Ki  |     |     |     |     |     |     |     |
| 1964 | Cooper-Climax T66 Brabham-BRM BT11 Brabham-BRM BT7                     | Jochen Rindt          |       |     |     |     |     |     | Ki  |     |     |     |     |     |     |
| 1964 | Cooper-Climax T66 Brabham-BRM BT11 Brabham-BRM BT7                     | "Geki"                |       |     |     |     |     |     |     | NK  |     |     |     |     |     |
| 1964 | Cooper-Climax T66 Brabham-BRM BT11 Brabham-BRM BT7                     | Hap Sharp             |       |     |     |     |     |     |     |     | HN  | 13  |     |     |     |
| 1965 | Brabham-Climax BT7 Brabham-BRM BT11                                    |                       | RSA   | MON | BEL | FRA | GBR | NED | GER | ITA | USA | MEX |     |     |     |
| 1965 | Brabham-Climax BT7 Brabham-BRM BT11                                    | Joakim Bonnier        | Ki    | 7   | Ki  | Ki  | 7   | Ki  | 7   | 7   | 8   | Ki  |     |     |     |
| 1965 | Brabham-Climax BT7 Brabham-BRM BT11                                    | Jo Siffert            | 7     | 6   | 8   | 6   | 9   | 13  | Ki  | Ki  | 11  | 4   |     |     |     |
| 1966 | Brabham-BRM BT11 Cooper-Maserati T81                                   |                       | MON   | BEL | FRA | GBR | NED | GER | ITA | USA | MEX |     |     |     |     |
| 1966 | Brabham-BRM BT11 Cooper-Maserati T81                                   | Jo Siffert            | Ki    | Ki  | Ki  | HN  | Ki  |     | Ki  | 4   | Ki  |     |     |     |     |
| 1967 | Cooper-Maserati T81                                                    |                       | RSA   | MON | NED | BEL | FRA | GBR | GER | CAN | ITA | USA | MEX |     |     |
| 1967 | Cooper-Maserati T81                                                    | Jo Siffert            | Ki    | Ki  | 10  | 7   | 4   | Ki  | Ki  | NI  | Ki  | 4   | 12  |     |     |
| 1968 | Cooper-Maserati T81 Lotus-Ford 49 Lotus-Ford 49B                       |                       | RSA   | ESP | MON | BEL | NED | FRA | GBR | GER | ITA | CAN | USA | MEX |     |
| 1968 | Cooper-Maserati T81 Lotus-Ford 49 Lotus-Ford 49B                       | Jo Siffert            | 7     | Ki  | Ki  | 7   | Ki  | 11  | 1   | Ki  | Ki  | Ki  | 5   | 6   |     |
| 1969 | Lotus-Ford 49B                                                         |                       | RSA   | ESP | MON | NED | FRA | GBR | GER | ITA | CAN | USA | MEX |     |     |
| 1969 | Lotus-Ford 49B                                                         | Jo Siffert            | 4     | Ki  | 3   | 2   | 9   | 8   | 11  | 8   | Ki  | Ki  | Ki  |     |     |
| 1970 | Lotus-Ford 49C Lotus-Ford 72C                                          |                       | RSA   | ESP | MON | BEL | NED | FRA | GBR | GER | AUT | ITA | CAN | USA | MEX |
| 1970 | Lotus-Ford 49C Lotus-Ford 72C                                          | Graham Hill           | 6     | 4   | 5   | Ki  | HN  | 10  | 6   | Ki  |     | NI  | HN  | Ki  | Ki  |

** Megosztott versenyzés